# Żupania virowiticko-podrawska
Żupania virowiticko-podrawska (chorw. Virovitičko-podravska županija) – komitat w Chorwacji, w północnej Slawonii, ze stolicą w Viroviticy. W 2011 roku liczył 84 836 mieszkańców

## Podział administracyjny
Żupania virowiticko-podrawska jest podzielona na następujące jednostki administracyjne:

- miasto Virovitica
- miasto Slatina
- miasto Orahovica
- gmina Crnac
- gmina Čačinci
- gmina Čađavica
- gmina Gradina
- gmina Lukač
- gmina Mikleuš
- gmina Nova Bukovica
- gmina Pitomača
- gmina Sopje
- gmina Suhopolje
- gmina Špišić Bukovica
- gmina Voćin
- gmina Zdenci